# Bhir Mound
Bhir Mound (urdujsko بھڑ ماونڈ‎) je arheološko najdišče v Taxili v provinci Pandžab v Pakistanu. Vsebuje nekaj najstarejših ruševin starodavne Taxile, ki so datirane nekje v obdobje 800–525 pr. n. št., saj njene najzgodnejše plasti vsebujejo 'žlebasto' rdeče brušeno posodo, gomila Bhir skupaj z več drugimi bližnjimi izkopaninami je del ruševin Taxile – leta 1980 vpisane na Unescov seznam svetovne dediščine.

## Kontekst
Arheološki ostanki Bhir Mound predstavljajo eno stopnjo zgodovinskega mesta Taxila. Prvo mesto v Taxili je bilo v gomili Hathial v jugozahodnem kotu najdišča Sirkap. Trajalo je od poznega 2. tisočletja pr. n. št. do ahemenidskega obdobja, ostanki ahemenidskega obdobja pa so v gomili B. Najdišče Bhir Mound predstavlja drugo mesto Taxila, ki se je začelo v predahemenidskem obdobju in trajalo do zgodnjega helenističnega obdobja. Najzgodnejša naselitev Bhir Mounda se je začela okoli leta 800–525 pr. n. št. in kar se zdaj zdi da bi druga faza lahko segala v pozno 6. in 5. stoletje pr. n. št., kot je prvotno predlagal Marshall.

## Izkopavanje
Ruševine Bhir Mounda je med leti 1913-1925 izkopaval sir John Marshall. Delo sta nadaljevala sir Mortimer Wheeler v letih 1944-1945 in dr. Mohammad Sharif v letih 1966-1967. Nadaljnja izkopavanja je v letih 1998–2000 izvedel Bahadur Kan, leta 2002 pa dr. Ashraf in Mahmud-al-Hassan.
Marshall je prišel k projektu Bhir Mound iz prejšnjega dela v Atenah in je zelo pričakoval, da bo v Taxili našel grško mesto. Klaus Karttunen pravi, da je kasneje postal bolj objektiven, vendar učenjaki omenjajo različne težave z njegovimi rezultati. V svojem poročilu je Marshall predlagal, da je mesto Bhir Mound Taxila ustanovil Darej I. kot glavno mesto ahemenidske province Hinduš. Učenjak David Fleming pravi, da je identifikacija temeljila na »klasičnih virih in odkriti prozahodni pristranskosti«. Izkopavanja so potekala brez posebnega upoštevanja stratigrafskega snemanja, najdbe keramike pa so bile objavljene tako, da onemogočajo podrobno analizo.
Rezultati izkopavanj Mortimerja Wheelerja niso bili nikoli objavljeni. Kasnejša izkopavanja, ki jih je izvedel Mohammad Šarif, so bila opravljena bolj natančno glede na kronološke vidike in tvorijo osnovo za sodobne ocene.
- Izkopavanja gomile Bhir v letih 1924-1925
- Vzorec zaklada kovancev Bhir Mound z ahemenidskimi, grškimi in indijskimi kovanci

## Ruševine
Ruševine mesta tvorijo nepravilno obliko, ki meri približno 1 km od severa proti jugu in približno 600 metrov od vzhoda proti zahodu.
Ulice mesta kažejo, da so bile ozke in tlorisi hiš zelo nepravilni. Malo je dokazov o načrtovanju – večina ulic je zelo naključnih. Hiše niso imele oken navzven. Odpirali so se proti notranjim dvoriščem. Dvorišče je bilo odprto in okoli njega je bilo razporejenih 15 do 20 sob.

## Zgodovina
John Marshall je na podlagi svojih izkopavanj v letih 1913–1934 izjavil, da so težki zidaki ahemenidskih stavb tvorili najzgodnejšo plast mesta Bhir Mound. Verjel je, da je Taxila sestavljala del 20. satrapije Dareja I. (ki so jo Perzijci imenovali Hinduš, Grki pa Indos). Več učenjakov je to trditev obravnavalo kot dvomljivo. in je razveljavljena zaradi trenutne datacije mesta Bhir Mound, ki se je začela pred letom 525 pr. n. št., kot predlaga Cameron Petrie. Drugi učenjaki dvomijo, da je Taxila kdaj pripadala Ahemenidskemu cesarstvu.
Leta 326 pred našim štetjem je Aleksander Veliki osvojil območje. Radža Ambhi je tukaj gostil grškega kralja; predal se je Aleksandru in mu ponudil enoto vojakov na slonih. Leta 316 pred našim štetjem je Čandragupta iz Magade, ustanovitelj Maurijske dinastije, osvojil Pandžab. Taxila je izgubila neodvisnost in postala zgolj glavno mesto province. Kljub temu je mesto ostalo izjemno pomembno kot središče uprave, izobraževanja in trgovine. Med vladavino Čandraguptinega vnuka Ašoke je budizem postal pomemben in prvi menihi so se naselili v Taxili. Ašoka naj bi tukaj prebival kot podkralj svojega očeta. Leta 184 pr. n. št. so Grki, ki so ohranili kraljestvo v Baktriji, znova vdrli v Gandaro in Pandžab. Od takrat naprej je v Taxili prebival grški kralj Demetrij I. Baktrijski.
- Bhir Mound z drevjem
- Bhir Mound, ruševine
- Bhir Mound izkopanine
- Bhir Mound, pogled
- Bhir Mound, hiše (sredina) in glavna ulica (levo)
- Bhir Mound, vodovodne napeljave

## Zaklad kovancev iz ahemenidskega obdobja
Zaklad kovancev Bhir Mound je razkril številne ahemenidske ter več grških kovancev iz 5. in 4. stoletja pr. n. št., ki so krožili na tem območju, vsaj do Inda v času vladavine Ahemenidov, ki so obvladovali območja vse do Gandare. Mnogi od teh kovancev so podobni lokalnim kovancem, izkovanim v Kabulu in najdenim v zakladu Čaman Hazouri. To še posebej velja za aheminidske kovance tipa siglos iz 5. stoletja kot tudi za gandarske kovance z upognjeno palico, luknjano, najdene v velikih količinah pri Bhir Mound.
Sodobni numizmatiki se nagibajo k mnenju, da so ti gandarski upognjeni palični luknjani kovanci predhodniki indijskih luknjanih kovancev.
V Bhir Moundu so našli tudi kovance Filipa III. in Aleksandra Velikega.
Najdenih je bilo tudi veliko indijskih luknjanih kovancev. Najdbe Bhir Mound (1924-1945) v Taxili v Pakistanu vključujejo maurijske kovance, izdane leta 248 pr. n. št..

## Druga mesta v okolici
Na tem območju so pomembna starodavna budistična mesta, kot so stupa Dharmarajika, Mohra Muradu in Jaulian.
Obstajajo tudi ostanki drugih starodavnih mest, ki so bila ustanovljena po Bhir Mound, kot sta Sirkap in Sirsukh.